# Ondřej Sosenka
Ondřej Sosenka (* 9. prosince 1975 v Praze) je bývalý český profesionální cyklista, bývalý držitel světového rekordu UCI v hodinovce (49,700 km). Je několikanásobným mistrem České republiky v časovce, jednou se také stal mistrem v silniční závodu. Mezi jeho další úspěchy patří triumf na Závodu míru 2002 a na Kolem Polska 2001 a 2004. Měl pověst výborného časovkáře, k čemuž jej předurčovaly i tělesné předpoklady. Po dopingové aféře v roce 2008 ukončil profesionální kariéru.
V roce 2011 startoval v Giant Lize za CK Kolokrám. O rok později oznámil vstup do týmu BMC Bohemia Cycling.

## Světový rekord
Do historie světové cyklistiky se Ondřej Sosenka zapsal cyklistickým světovým rekordem v hodinovce. Tehdejší pravidla umožňovala použít v případě hodinovky pouze klasický dráhový bicykl (klasický rám z trubek kulatého tvaru, drátěné výplety kol, tradiční řídítka "berany", atd).
V červenci 2005 ujel Sosenka za 1 hodinu rekordní vzdálenost 49,700 km a překonal tak Chrise Boardmana.
Tento rekord nebyl překonán až do úpravy pravidel pro stavbu dráhového kola (povolení speciální stavby rámu, diskových kol, doplnění o "lehačky", atd.) ze strany UCI. Prvním jezdcem, který Sosenku překonal, byl Jens Voigt, který 18. září 2014 ujel 51,110 km.

## Doping
V roce 1999 byl Sosenka potrestán zákazem závodní činnosti na tři měsíce kvůli příliš vysokým hodnotám efedrinu. Součástí trestu bylo i odebrání titulu mistra republiky ve stíhacím závodě na 4 km.
Po Mistrovství ČR 2008 v Třeboni 26. června stáj PSK Whirlpool–Author oznámila, že ve vzorku A odebraném Sosenkovi po tomto závodě byly nalezeny stopy derivátů methylamfetaminu. Sosenkovi tak byla až do analýzy vzorku B pozastavena smlouva.